# Kaluat
Kaluat is een bestuurslaag in het regentschap Pariaman van de provincie West-Sumatra, Indonesië. Kaluat telt 632 inwoners (volkstelling 2010).